# Ouzouer-des-Champs
Ouzouer-des-Champs è un comune francese di 328 abitanti situato nel dipartimento del Loiret nella regione del Centro-Valle della Loira.

## Società

### Evoluzione demografica
Abitanti censiti